# Daniel Quillen
Daniel Gray Quillen (Orange (Nova Jérsei), 22 de junho de 1940 — 30 de abril de 2011) foi um matemático estadunidense.